# Riu Mangeni (Buffalo)
El riu Mangeni (en afrikaans:Mangenirivier) és un riu que flueix al centre de KwaZulu-Natal, Sud-àfrica. El riu desemboca al riu Buffalo que més tard s'uneix al riu Tugela.